# 莫沃河畔于索
莫沃河畔于索（法語：Huisseau-sur-Mauves，法語發音：[ɥiso syʁ mov]）是法国卢瓦雷省的一个市镇，位于该省西部，属于奥尔良区。

## 地理
莫沃河畔于索（47°53'35"N, 1°42'11"E）面积37.16 平方千米，位于法国中央-卢瓦尔河谷大区卢瓦雷省，该省份为法国中北部省份，北起埃松省，西北接厄尔-卢瓦省，西南接卢瓦-谢尔省，南至涅夫勒省和谢尔省，东临约讷省，东北接塞纳-马恩省。
与莫沃河畔于索接壤的市镇（或旧市镇、城区）包括：博斯地区罗济耶尔、比西圣利法尔、尚日、圣艾、卢瓦尔河畔默恩、巴孔、库尔米耶。

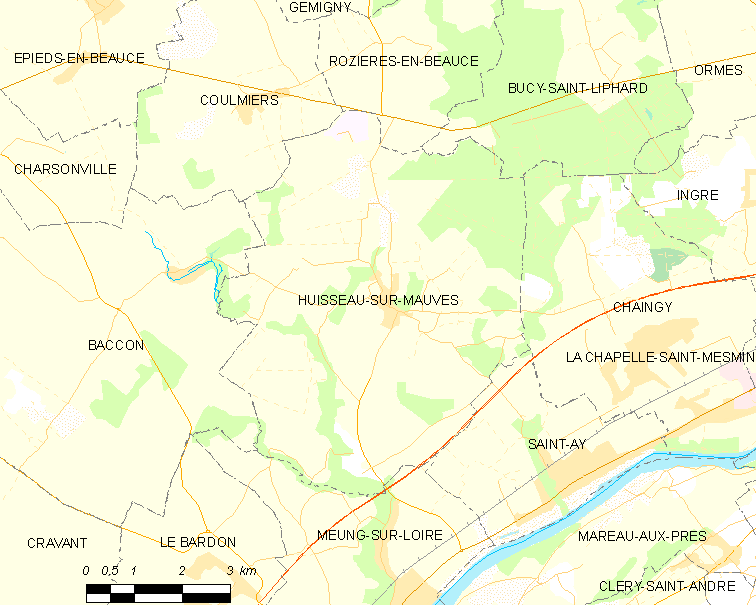
莫沃河畔于索的OSM定位图

莫沃河畔于索的时区为UTC+01:00、UTC+02:00（夏令时）。

## 行政
莫沃河畔于索的邮政编码为45130，INSEE市镇编码为45167。

## 政治
莫沃河畔于索所属的省级选区为卢瓦尔河畔默恩县。

## 人口

1962-2008年间莫沃河畔于索人口变化图示

莫沃河畔于索于2022年1月1日时的人口数量为1754人。